# Graceland
Graceland este o clădire istorică aflată pe un teren de 5,5 ha, care a fost în proprietatea lui Elvis Presley, și se află în orașul Memphis, Tennessee. Ea se află la adresa 3764 Elvis Presley Boulevard în vastul cartier Whitehaven la circa 14,5 km de centrul orașului și la mai puțin de6 km nord de granița cu statul Mississippi. Astăzi, casa funcționează ca muzeu și a fost deschisă publicului pentru prima oară la 7 iunie 1982. Clădirea figurează în National Register of Historic Places de la 7 noiembrie 1991 și a fost declarată reper istoric național (National Historic Landmark) la 27 martie 2006. Graceland a devenit prima casă proprietate privată ca număr de vizitatori în SUA, cu peste 2 mld de vizitatori pe an
Elvis Presley a murit în această casă la 16 august 1977. Presley, părinții săi Gladys și Vernon Presley, precum și bunica lui, sunt înmormântați în ceea ce se numește Meditation Gardens.

## Istorie
Fermele Graceland au fost la început proprietatea lui S.C. Toof, fondator al companiei S.C. Toof & Co., o imprimerie comercială din Memphis. Moșia a fost botezată după fiica lui Toof, Grace, care a și moștenit-o după aceea. La scurt timp, porțiunea de pământ denumită astăzi Graceland a fost împărțită între nepoții ei. Nepoata lui Grace Toof, Ruth Moore, împreună cu soțul ei Dr. Thomas Moore, au construit în 1939 vila în stil colonial american.

## Arhitectura și modificările
Vila este construită din calcar cenușiu și e formată din douăzeci și trei de încăperi, inclusiv opt dormitoare și băi. Intrarea este străjuită de patru coloane și două statui ale unor lei de fiecare parte.
După ce a achiziționat proprietatea, Presley a efectuat modificări semnificative după gustul și necesitățile lui, între care se numără, printre altele: un zid de piatră care înconjoară proprietatea, o poartă din fier forjat decorată cu motive muzicale, piscină, teren de racquetball, și celebra „Jungle Room” cu o cascadă interioară. În februarie și octombrie 1976, Jungle Room a fost transformată în studio de înregistrări, unde Presley a înregistrat mare parte din ultimele două albume ale sale, From Elvis Presley Boulevard, Memphis, Tennessee și Moody Blue; acestea au fost ultimele sale înregistrări într-un studio.
Una dintre cele mai cunoscute modificări ale lui Presley a fost adăugarea Grădinii de Meditație (Meditation Garden), unde sunt înmormântați părinții Gladys și Vernon, și bunica. O piatră mică îl pomenește pe fratele geamăn al lui Elvis, Jesse Garon, care a murit la naștere. Grădina de Meditație a fost deschisă publicului în 1978. Graceland s-a deschis oficial la 7 iunie 1982.
Conform unor critici, printre care Albert Goldman, „nimic din acea casă nu valorează nici două parale”. În capitolul 1 al cărții sale intitulate Elvis (1981), autorul descrie Graceland ca arătând ca un bordel: „parcă a fost ridicat dintr-un bordel de la începutul secolului [al XX-lea] din cartierul francez al New Orleansului.” El critică interiorul ca fiind „țipător”, „fals” și „de prost gust”, adăugând că „obsesia regelui Elvis pentru roșul regal ajunge la o intensitate care te face să-ți vină să vomiți”. Când „oamenii care proveneau din familii din clasa celei a lui Elvis Presley, și ale căror vieți au fost formate de muzica lui”, vizitau interiorul de la Graceland, scrie Greil Marcus în termeni similari, ei „se întorceau cu un singur cuvânt în mintea lor pentru a descrie ceea ce văzuseră: «strident». Strident, țipător, de prost gust — cuvinte traduși de alții ca white trash." În Graceland: Going Home With Elvis, Karal Ann Marling tratează subiectul artei decorative care face ca vila lui Elvis să pară o creație artistică.
Graceland s-a extins de la cei 953,7 m² cumpărați la început de Presley până la 1.630,6 m² astăzi. Managerii complexului au anunțat un proiect major de renovare care va include un centru pentru vizitatori, un hotel de 500 de camere și expoziții muzeale moderne. Actualul centru de vizitatori, magazinele de suveniruri, Heartbreak Hotel cel cu 128 de camere și muzeele vor fi demolate și înlocuite cu noi clădiri. Lucrările vor dura aproximativ 3 ani.

## Presley la Graceland
După ce Presley și-a început careiera, a cumpărat o casă în valoare de 40.000 de dolari pentru el și familia lui pe Audubon Drive în Memphis. Pe măsură ce a devenit celebru, mai ales după aparițiile la televiziune, numărul fanilor care se strângeau în fața casei lui a crescut. Vecinii lui Presley, dintre care mulți erau la început fericiți că sunt vecini cu o celebritate, au început să fie agasați de prezența permanentă a fanilor și ziariștilor. După mai multe plângeri, Presley a hotărât că este nevoie să se mute într-o locuință mai potrivită.
La începutul lui 1957, Presley le-a pus părinților lui la dispoziție un buget de 100.000 de dolari și le-a cerut să găsească o proprietate de gen „casă pe pământ”. La acea vreme, Graceland se afla la câțiva kilometri distanță de zona urbană a Memphisului. În anii care au urmat Memphisul avea să se extindă cu noi zone rezidențiale, Graceland ajungând înconjurată de alte proprietăți. După ce Gladys a murit în 1958, iar Vernon s-a căsătorit cu Dee Stanley în 1960, cei doi au locuit acolo o vreme. Viitoarea soție a lui Elvis, Priscilla Beaulieu, a locuit și ea la Graceland cinci ani înainte de a se căsători cu Elvis. După ce s-au căsătorit la Las Vegas în ziua de 1 mai 1967, Priscilla a mai locuit la Graceland încă cinci ani înainte de a se despărți de Elvis spre sfârșitul lui 1972.
Mark Crispin Miller afirmă că Graceland devenise pentru Elvis „sediul organizației care era el, era îngrijită de un mare și vag clan de Presley și vice-Presleys, fiecare profitând din plin de vastele gratuități de care se folosea Elvis pentru a păstra fericită întreaga sa lume.” Autorul adaugă vă tatăl lui Presley, Vernon, „avea o piscină în dormitor”, că „lângă piscină exista un tonomat cu discurile preferate ale lui Elvis” și că însuși cântărețul „stătea în dormitor cu orele urmărindu-și proprietatea printr-o televiziune cu circuit închis.” Graceland a fost prima casă a Lisei Marie Presley după ce s-a născut la 1 februarie 1968 și casa în care ea a copilărit, deși statul său de domiciliu era California unde locuia cu mama ei după divorțul acesteia de Elvis care a avut loc când Lisa era la școala primară. În fiecare an, de Crăciun, Lisa Marie Presley și familia ei mergeau împreună la Graceland. Lisa Marie Presley revine frecvent la Graceland.
Când a împlinit 25 de ani,

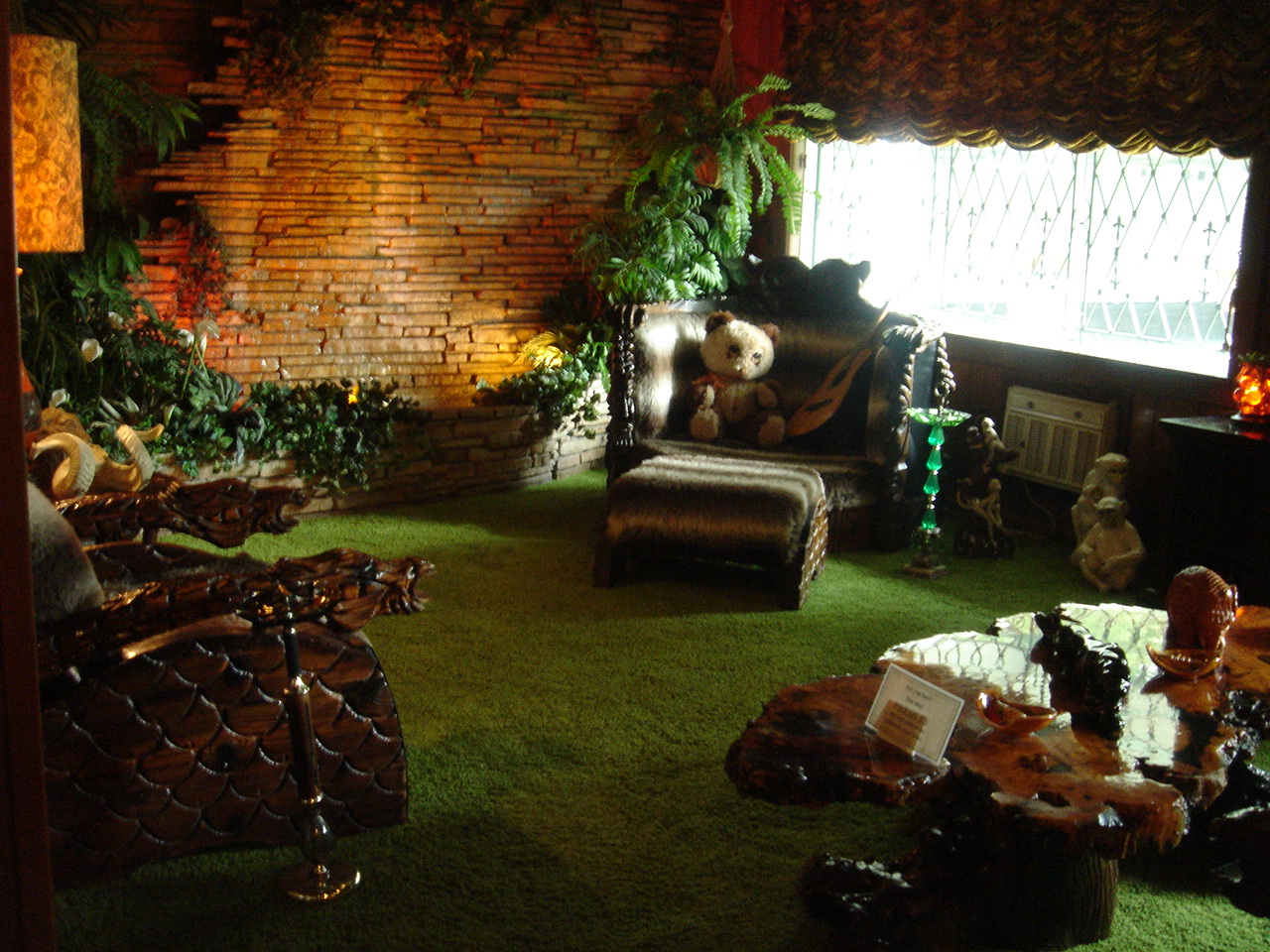
The Jungle Room, Graceland

Când era plecat în turnee, Elvis stătea în camere de hotel care erau redecorate pentru a semăna cu camerele de acasă, de la Graceland, un exemplu de „kitsch sclipitor” astfel exportat fiind „Jungle Room”.
Grădinile de Meditație, proiectate și construite de arhitectul Bernard Grenadier, au fost remarcate ca loc preferat de Elvis, loc în care adesea venea să reflecteze asupra oricăror probleme și situații i s-au ivit în viață.
Au existat la Graceland conflicte între Elvis și mama sa vitregă, Dee, iar Elaine Dundy spunea „că Vernon trăia acum cu Dee în locul unde înainte domnise Gladys, în timp ce însăși Dee - când Elvis era plecat - își asumase rolul de stăpână a Gracelandului până într-atât încât a mutat mobila și a înlocuit draperiile pe care Gladys le alesese.” Aceasta a fost prea mult pentru cântărețul care încă o mai iubea pe răposata sa mamă. Într-o după-amiază, „a sosit o dubă ... și toate lucrurile lui Dee, hainele, «îmbunătățirile» și întreaga ei menajerie de animale de companie, au fost încărcate ... în vreme ce Vernon, Dee și cei trei copii ai ei au plecat cu mașina la o casă din apropiere, de pe Hermitage până când s-au mutat în final într-o casă de pe Dolan Drive, pe lângă proprietatea lui Elvis.”
La 16 august 1977, Elvis a murit în baia sa de la Graceland, probabil din cauza unui atac de cord. Conform celebrului biograf al lui Presley, Peter Guralnick, „consumul de droguri a fost serios implicat în această prematură moarte a unui bărbat de vârstă nu prea înaintată fără vreun istoric de boli cardiace...nu s-a exclus posibilitatea unui șoc anafilactic cauzat de pastilele de codeină pe care le luase de la dentist.”

## Destinație turistică

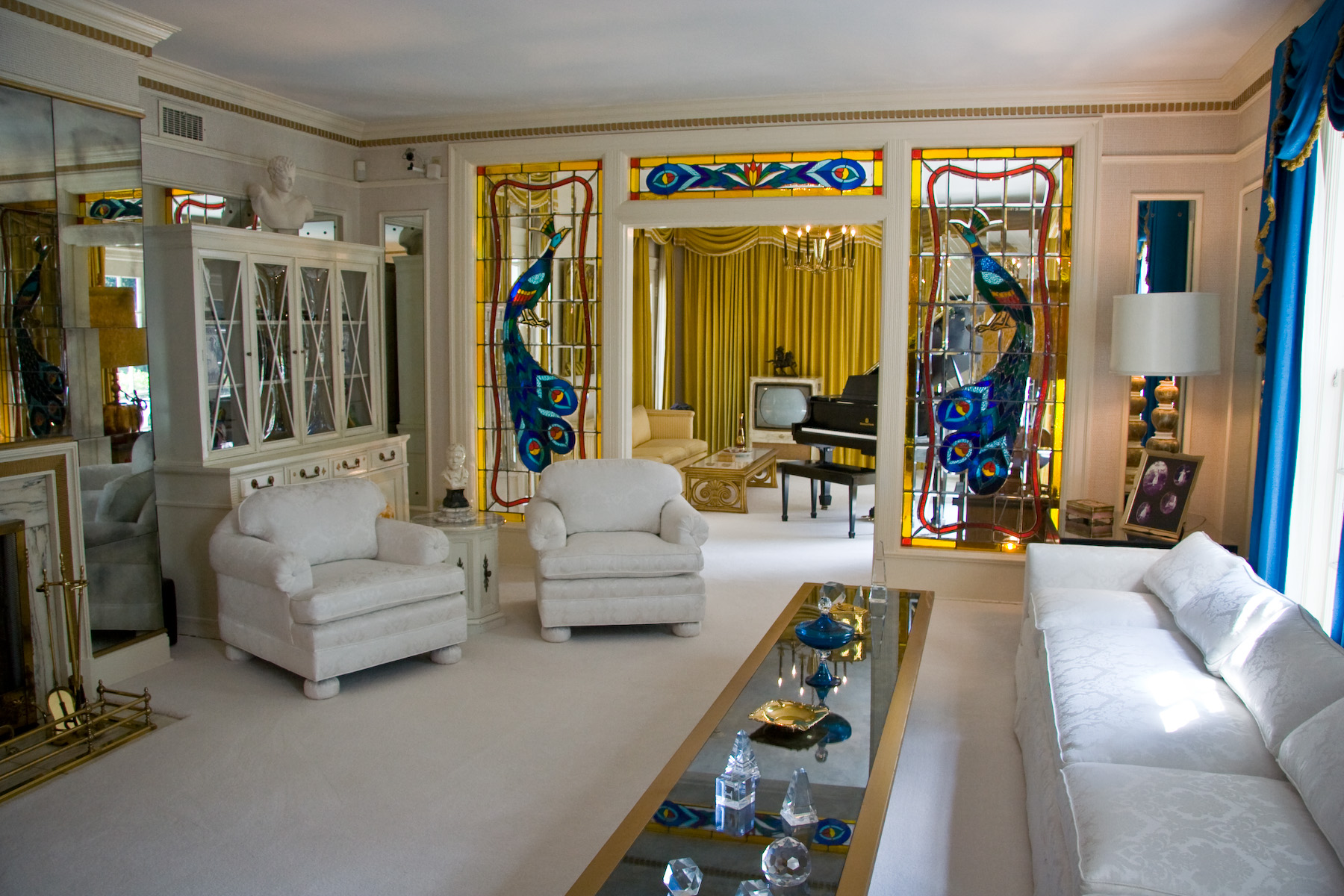
Sufrageria de la Graceland

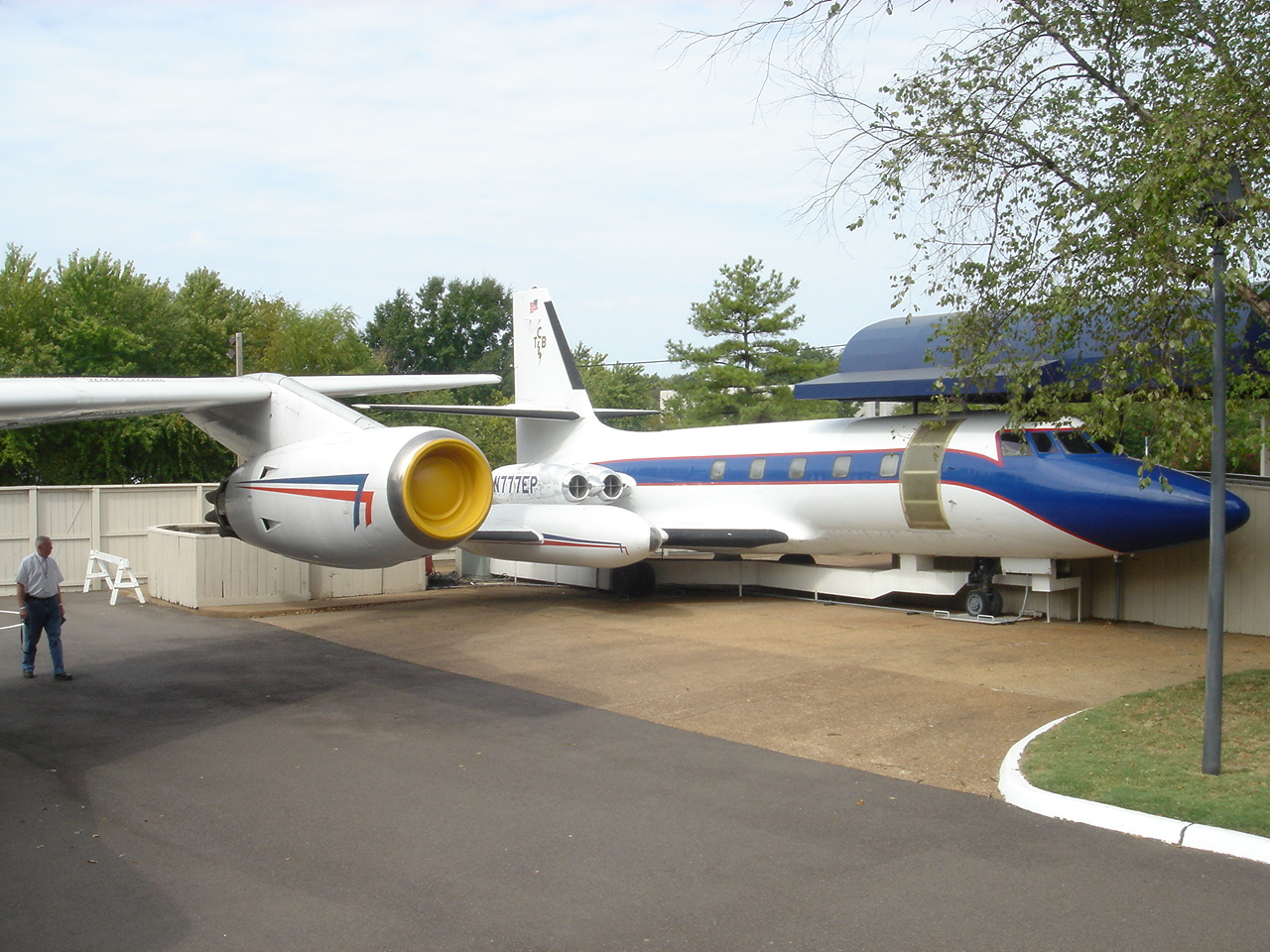
Avionul Lockheed Jetstar Hound Dog II al lui Elvis expus lângă Graceland.

După moartea lui Elvis Presley în 1977, Vernon Presley a devenit administrator al proprietății. După ce și acesta a murit în 1979, el a ales-o pe Priscilla să administreze Graceland în numele singurului copil al lui Elvis, Lisa Marie, în vârstă atunci de 11 ani. Întreținerea Gracelandului costa 500.000 de dolari pe an, iar cheltuielile începuseră să submineze moștenirea fetei lui Elvis și a Priscillei, aceasta scăzând la doar 1 milion de dolari. Pe proprietate trebuiau plătite impozitele, și acestea și alte facturi neplătite se ridicau la peste 500.000 de dolari. În fața perspectivei de a fi obligată să vândă Graceland, Priscilla a analizat și alte muzee și case memoriale celebre și l-a angajat pe Jack Soden să facă din Graceland o afacere profitabilă. Graceland a fost deschis publicului la 7 iunie 1982. După doar o lună de la deschiderea porților Gracelandului, Priscilla și-a recuperat toți banii investiți. Priscilla Presley a devenit președinta firmei Elvis Presley Enterprises, sau EPE, declarând atunci că va ocupa funcția până când Lisa Marie va ajunge la vârsta de 21 de ani. Averea firmei a crescut și a ajuns să valoreze în final peste 100 de milioane de dolari.
Deși Graceland este deschisă turiștilor din 1982, ultima persoană care a locuit acolo a fost mătușa lui Elvis, Delta, invitată de acesta să se mute acolo după moartea soțului ei. Ea a murit în 1993.
La Graceland există un muzeu cu numeroase obiecte ce i-au aparținut lui Elvis, cum ar fi câteva din celebrele sale treninguri Vegas, premii, discuri de aur, avionul Lisa Marie și vasta colecție de automobile a lui Elvis. Sirius Satellite Radio a instalat un post de radio dedicat lui Elvis și care emite de acolo. S-au adăugat două noi atracții: Private Presley și expoziția specială `68, aflate vis-a-vis de esplanadă. Zidul de piatră pe care l-a construit Presley încă există, și este acoperit cu graffiti de la vizitatori.